# Zoo Resort 3D
Zoo Resort 3D (Animal Resort: Dobutsuen o Tsukurō!!) est un jeu vidéo de simulation économique de parc zoologique développé par AQ Interactive et édité par Marvelous Entertainment, sorti en 2011 sur Nintendo 3DS.

## Accueil
- Jeuxvideo.com : 10/20[1]
- Nintendo Life : 6/10[2]